# Венаротта
Венаротта (італ. Venarotta) — муніципалітет в Італії, у регіоні Марке,  провінція Асколі-Пічено.
Венаротта розташована на відстані близько 140 км на північний схід від Рима, 85 км на південь від Анкони, 8 км на північний захід від Асколі-Пічено.
Населення — 2093 особи (2014).
Щорічний фестиваль відбувається 26 вересня. Покровитель — Santi Cosma e Damiano.

## Демографія
Населення за роками:

Станом на 1 січня 2023 року в муніципалітеті офіційно проживало 65 іноземців з 17 країн, серед них 29 громадян країн Євросоюзу та 2 громадяни України.

## Сусідні муніципалітети
- Асколі-Пічено
- Форче
- Пальм'яно
- Роккафлувьоне
- Ротелла